# فریتس کامپرس
فریتس کامپرس (آلمانی: Fritz Kampers; ۱۴ ژوئیهٔ ۱۸۹۱ – ۱ سپتامبر ۱۹۵۰) هنرپیشه و کارگردان اهل آلمان بود که بین سال‌های ۱۹۱۳ تا ۱۹۵۰ میلادی فعالیت می‌کرد. از نقش‌آفرینی‌هایش می‌توان بازی در فیلم جبهه غرب ۱۹۱۸ را نام برد.